# Cai Yuanpei
Cai Yuanpei (蔡元培T, 鹤卿S, Cài YuánpéiP, Ts'ai Yüan-p'eiW; Shaoxing, 11 gennaio 1868 – Hong Kong, 5 marzo 1940) è stato un filosofo, politico ed esperantista cinese, nonché un influente pedagogista nella storia dell'educazione moderna cinese. 
Contribuì alla riforma dell'istruzione con la propria ideologia educativa. Fu presidente dell'Università di Pechino e fondatore dell'Academia Sinica. Era noto per la sua valutazione critica della cultura cinese e per la sintesi del pensiero cinese e occidentale, compreso l'anarchismo. È stato coinvolto nella Nuova Cultura, nei Movimenti del Quattro Maggio e nel movimento femminista. Egli fu anche un attivo esperantista. Le sue opere riguardano l'educazione estetica, la politica, la riforma dell'istruzione, ecc.

## Biografia

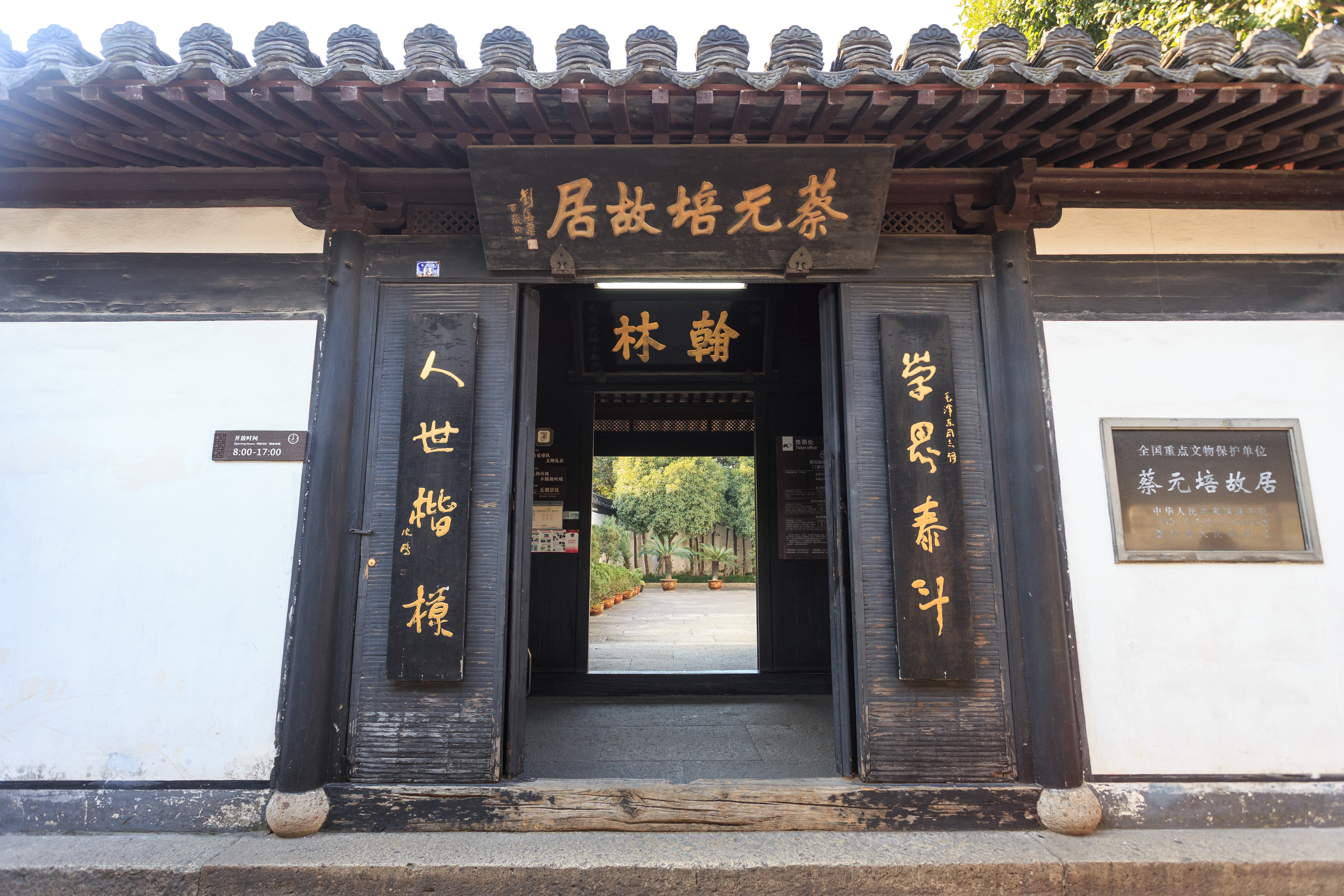
Ex residenza di Cai a Shaoxing, Zhejiang.

Nato nella contea di Shānyīn, prefettura di Shaoxing, Zhejiang, Cai, all'età di 26 anni, viene nominato all'Accademia Imperiale di Hanlin. Nel 1898 si occupa dell'amministrazione di istituti e diviene:
- Sovrintendente della scuola cinese-occidentale di Shaoxing (紹興中西學堂監督)
- Capo del collegio del distretto di Sheng Shanshan (嵊縣剡山書院院長)
- Direttore-Insegnante della Classe Speciale (特班總敎習) della Scuola Pubblica Nanyang (predecessore della Università di Shanghai Jiao Tong)

Fonda Guangfuhui nel 1904 e si unisce a Tongmenghui a Parigi l'anno successivo, diventando membro del gruppo anarchico cinese guidato da Wu Zhihui e Li Shizeng. Dopo aver studiato filosofia, psicologia e storia dell'arte all'Università di Lipsia in Germania nel 1907 sotto Karl Lamprecht e Wilhelm Wundt, esercita la carica di ministro dell'Istruzione della Repubblica provvisoria nel gennaio 1912, anche se in seguito si dimette dalla presidenza durante il governo di Yuan Shikai. Successivamente, torna in Germania, per poi recarsi in Francia.
Cai torna in Cina nel 1916 e l'anno successivo assume la carica di presidente dell'Università di Pechino. Lì riprende il suo sostegno, iniziato negli anni parigini con Li Shizeng, al Movimento diligente studio-lavoro frugale, che inviava studenti-operai in Francia. Fu durante il suo incarico all'Università di Pechino che reclutò nella scuola pensatori famosi (e futuri leader del Partito Comunista Cinese) come Chen Duxiu e Li Dazhao, così come pensatori molto diversi come Hu Shih, il caro amico, Liang Shuming e il pittore Xu Beihong.
Nel 1919, dopo che i leader studenteschi delle manifestazioni del 4 maggio vengono incarcerati, Cai si dimette per protesta (ritornando in carica a settembre). Nel frattempo, lui e Xu Beihong scrivono regolarmente per l'Università Diurna di Pechino che si occupava di questioni più ampie della semplice politica del campus. Xu ha affronta questioni di arte e storia dell'arte e nel 1920 viene pubblicata una rivista d'arte universitaria chiamata Miscellanea di pittura. Dopo essersi nuovamente dimesso nel 1922, trascorre un periodo di ritiro in Francia. Tornato nel 1926, sostiene il suo connazionale Chiang Kai-shek e gli sforzi del Kuomintang per unire il paese. Insieme a Wu Zhihui, Li Shizeng e Zhang Renjie, viene riconosciuto come uno dei "Quattro Anziani" del Partito e un convinto anticomunista. Viene nominato presidente dello Yuan di controllo, ma presto si dimette.
Cai, frustrato nei suoi sforzi per rimodellare il sistema educativo nazionale per farlo assomigliare al sistema francese, nel 1927 fonda il Collegio Nazionale di Musica, che in seguito diventerà il Conservatorio di musica di Shanghai, e nell'aprile 1928, contribuisce a fondare e diviene il primo presidente dell'Academia Sinica. Lui e un'ampia cerchia di colleghi, fonda la Lega Cinese per i Diritti Civili, che critica il governo nazionale e Chiang Kai-shek per abuso di potere. La situazione però peggiora; per esempio, la Lega non riesce a ottenere la scarcerazione di Chen Duxiu, ex preside di Cai all'Università di Pechino. Nel giugno 1933, l'amministratore accademico dell'Academia Sinica e co-fondatore della Lega, Yang Quan, viene ucciso a colpi di arma da fuoco per strada davanti agli uffici della Lega a Shanghai. Dopo un periodo di shock e riflessione, Cai si ritira dalla scena pubblica dopo aver fatto una dichiarazione che denuncia la repressione politica del governo di Nanchino.
Dopo lo scoppio della seconda guerra sino-giapponese nel 1937, in parte a causa del peggioramento della salute, invece di accompagnare il governo nazionale nel Sichuan, Cai si trasferisce a Hong Kong. Vive lì in isolamento fino alla morte che sopraggiunge nel marzo 1940, all'età di 72 anni.

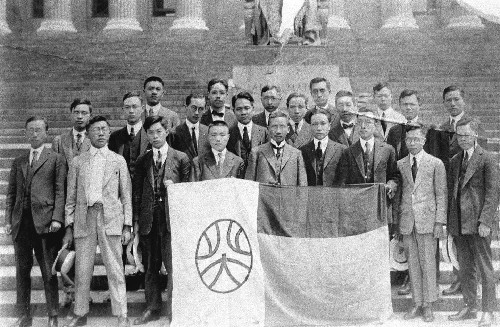
Cai Yuanpei con studenti all'estero dell'Università di Pechino

## Contributi nell'educazione
Sotto l'influenza dei pensieri pedagogici di Cai Yuanpei, l'Università di Pechino diventa un importante luogo di nascita dello sviluppo dell'istruzione e della cultura cinese. Cai Yuanpei fornì supporto a molti letterati ed educatori nella Nuova Cina, e svolse un ruolo fondamentale nell'educazione cinese. Cai Yuanpei istituì il Ministero della Pubblica Istruzione nel 1927 derivandolo dal sistema educativo francese.

### Educazione Estetica
Cai Yuanpei fu un sostenitore e promotore dell'educazione estetica cinese. Promosse lo sviluppo dell'educazione estetica cinese. Ebbe intuizioni uniche sull'estetica, associando questa alle virtù tradizionali cinesi. Unì l'estetica con l'educazione e la politica, influenzato dalle sue esperienze. Sottolineò l'importanza dell'estetica per la stabilità e lo sviluppo sociale. Inoltre, dichiarò che l'estetica fosse vantaggiosa per la formazione di "moralità pubblica e virtù civica".

### Educazione femminile
Cai Yuanpei non solo migliorò l'equità sistema educativo nei confronti delle donne, per esempio con l'ammissione delle prime donne nel 1920 e la co-educazione, ma sostenne il femminismo in modo tale da cambiare la concezione cinese di donna sino ad allora ancorata alla tradizione. Inoltre, nel promuovere l'educazione delle donne, Cai Yuanpei invitò successivamente diverse femministe a insegnare all'Università di Pechino, tra cui Chen Duxiu e Hu Shih. Quelle femministe hanno svolto un ruolo importante nella riforma dell'istruzione per le donne di Cai Yuanpei all'Università di Pechino. Anche la riforma dell'istruzione per le donne di Cai Yuanpei è stata una svolta nella storia dell'istruzione cinese.

### Esperanto
All'inizio del 20º secolo, quando l'esperanto fu introdotto in Cina, Cai insieme a Lusin sostenne attivamente l'esperanto e successivamente introdusse l'esperanto nel circolo educativo. Nel 1921, a nome del governo cinese, Cai, partecipò alla Conferenza del Pacifico sull'educazione a Honolulu, dove propose che tutti i bambini di età superiore ai 10 anni imparassero l'esperanto in tutti i paesi partecipanti alla conferenza. La sua proposta fu approvata dalla conferenza.

## Pensieri Educativi

### Indipendenza dell'istruzione
Cai Yuanpei pubblicò la proposta che l'istruzione fosse indipendente dal governo, sulla rivista New Education (新教育). Cercò di impedire nel Consiglio universitario il controllo diretto da parte del governo.

### "Liberalità" e "democrazia"
Cai Yuanpei innalzò la tradizionale virtù di "giustizia (义), reciprocità (恕) e umanità (仁)" sulla base delle idee occidentali di "Libertà, equità, fraternità". Si impegnò a stabilire la libertà accademica e un'atmosfera di ricerca pura all'Università di Pechino. Cercò anche di proteggere le libertà di educatori e studenti, nella riforma dell'istruzione. Tra il personale docente dell'Università di Pechino c'erano molti rappresentanti del nuovo movimento culturale come Li Dazhao, Hu Shih e Chen Duxiu. Inviò anche notevoli studiosi conservatori e all'antica come Gu Hongming, Liu Shipei ad insegnare all'Università di Pechino.

### Cinque tipi di educazione
Cai promosse la pratica di cinque tipi di istruzione nel sistema educativo. I cinque tipi di educazione si riferiscono a: l'educazione militare per il cittadino (军国民教育), l'educazione utilitaria (实利主义教育), l'educazione civica (公民道德教育), l'educazione per una visione del mondo (世界观教育) e l'educazione estetica (美感学).

## Altri pensieri
Cai promosse l'uguale importanza di cinque modi di vita - "Virtù, Saggezza, Salute, Collettività e Bellezza (德、智、體、群、美)" - valori fondamentali che vengono ancora insegnati nelle scuole di oggi a Taiwan, Hong Kong, e Macao.

### Il punto di vista femminile
La visione di Cai Yuanpei sulle donne combinava tradizionalismo e modernismo. Credeva nel rapporto subordinato, confuciano, tra marito e moglie, ritenendo che gli uomini dovessero stare fuori mentre le donne dovrebbero rimanere a casa (男主外女主内). Le sue opinioni sulle virtù femminili erano convenzionali: per es. gli obblighi delle donne nei confronti della famiglia, come svolgere un ruolo educativo nei confronti dei bambini. Riteneva che una donna non sposata non fosse una donna virtuosa. Cai Yuanpei era un sostenitore dei diritti matrimoniali delle donne al divorzio e al risposarsi. Si oppose fermamente alla legatura dei piedi e al concubinato, entrambi ampiamente praticati in Cina all'epoca. Sostenne anche l'equità nell'istruzione e l'educazione fisica per le donne.

### Pensieri politici
Cai sostenne l'anarchismo contro l'oppressione per ristabilire la civiltà umana, ma sottolineando l'importanza di “uno stato completo”, in parte influenzato dalle opinioni sull'anarchismo occidentale sullo stato e sulla famiglia. Il punto di vista di Cai Yuanpei sull'anarchismo mira principalmente ad abolire l'oppressione coloniale che la Cina subì. Conobbe e studiò l'anarco-comunismo e fu influenzato da Pierre-Joseph Proudhon, Mikhail Bakunin e Peter Kropotkin.

## Movimento del 4 maggio

### Nuova Religione Civile
Cai Yuanpei, Chen Duxiu e Hu Shih presentarono le proprie opinioni sui valori sociali e si impegnarono a risolvere l'impatto della Rivoluzione del 1911 sui sistemi e le credenze sociali durante il Movimento del 4 maggio. Cai Yuanpei ipotizzò che la formazione di una nuova religione civile potesse essere ottenuta impegnando il popolo cinese a coltivare l'apprendimento per l'estetica, la democrazia e la scienza.

## Opere rappresentative

### Sogno di Capodanno 《新年梦》
New Year's Dream è una breve storia di fantasia che riflette la società ideale di Cai Yuanpei, creata in base alla sua stessa vita. New Year's Dream è influenzato dalle storie utopiche di Liang Qichao. Lo stile di scrittura di New Year's Dream è "doloroso, persino violento e combattuto". La storia ruota attorno al protagonista, "un cittadino cinese (中国一民)", che racconta la rivoluzione cinese del XX secolo. Cai Yuanpei creò il racconto durante il periodo in cui la Cina patì la guerra sino-giapponese ed è stata anche influenzato dalla guerra russo-giapponese. Questo articolo non è solo un monito per i cinesi, ma anche d'ispirazione per lo sviluppo della rivoluzione sociale cinese.

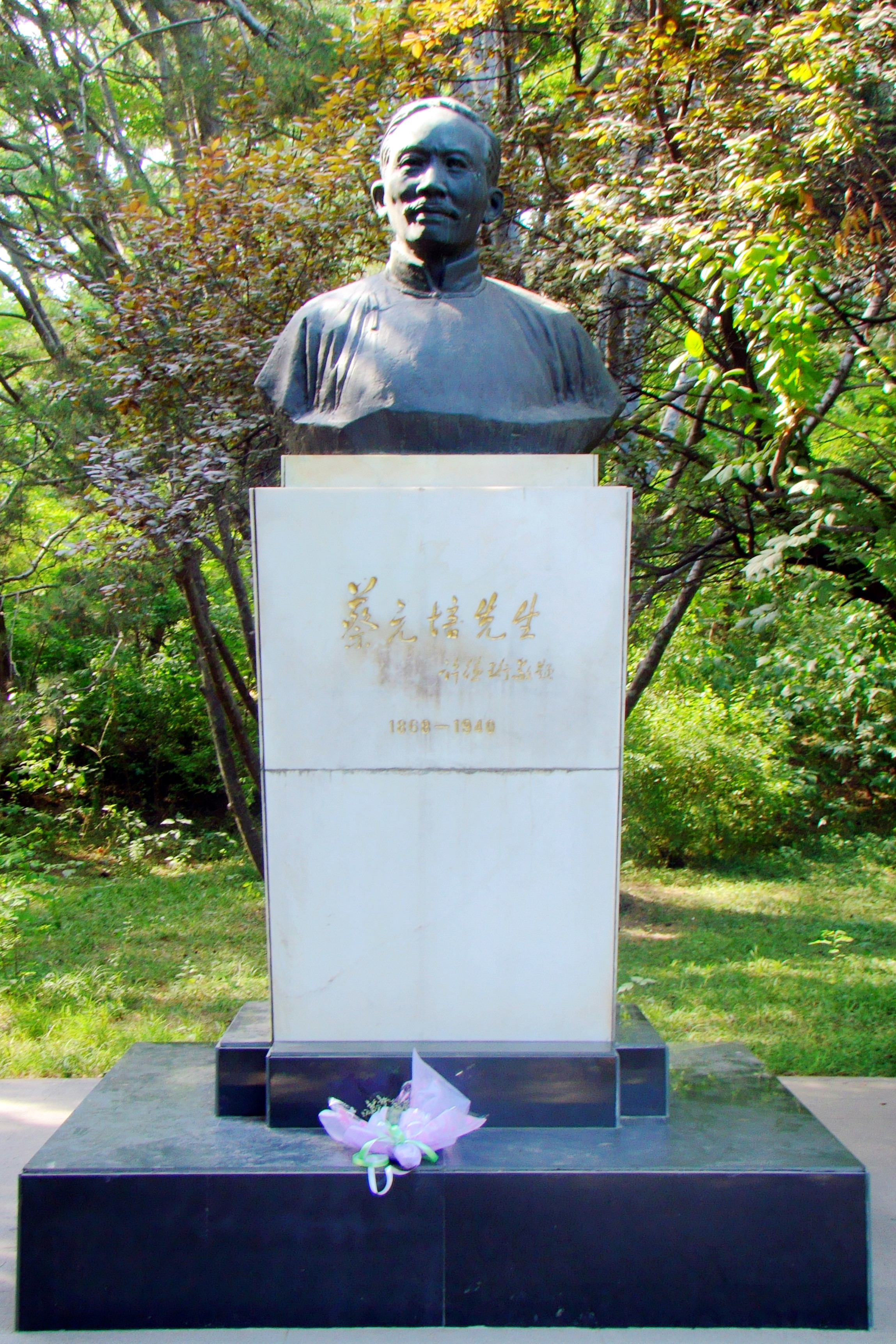
La statua di Cai Yuanpei nel campus dell'Università di Pechino